# Episodi di Cinque ragazze e un miliardario (seconda stagione)
La seconda stagione della serie televisiva Cinque ragazze e un miliardario è stata trasmessa in anteprima negli Stati Uniti d'America dalla NBC tra il 18 settembre 1987 e il 15 gennaio 1988.
| nº | Titolo originale               | Titolo italiano | Prima TV USA      | Prima TV Italia |
| -- | ------------------------------ | --------------- | ----------------- | --------------- |
| 1  | Vegas Rock                     |                 | 18 settembre 1987 |                 |
| 2  | Once in a Lifeguard            |                 | 25 settembre 1987 |                 |
| 3  | That's Cheating                |                 | 2 ottobre 1987    |                 |
| 4  | Wilderness Blues               |                 | 16 ottobre 1987   |                 |
| 5  | Dear Diary                     |                 | 23 ottobre 1987   |                 |
| 6  | Hunk in the House              |                 | 6 novembre 1987   |                 |
| 7  | Marva in the Key of Cee        |                 | 13 novembre 1987  |                 |
| 8  | Beauty and the Babe            |                 | 20 novembre 1987  |                 |
| 9  | A Russian Holiday              |                 | 11 dicembre 1987  |                 |
| 10 | A Very Foley Christmas         |                 | 20 dicembre 1987  |                 |
| 11 | Guess Who's Coming to Slumber? |                 | 8 gennaio 1988    |                 |
| 12 | Sweet 16                       |                 | 15 gennaio 1988   |                 |